# Cucina sassarese
La cucina sassarese è l'insieme dei piatti della tradizione culinaria di Sassari e delle zone limitrofe. La cucina sassarese risente della vicinanza con il mare e trae anche origine dalle tradizioni contadine e pastorali delle zone circostanti.

## Primi piatti

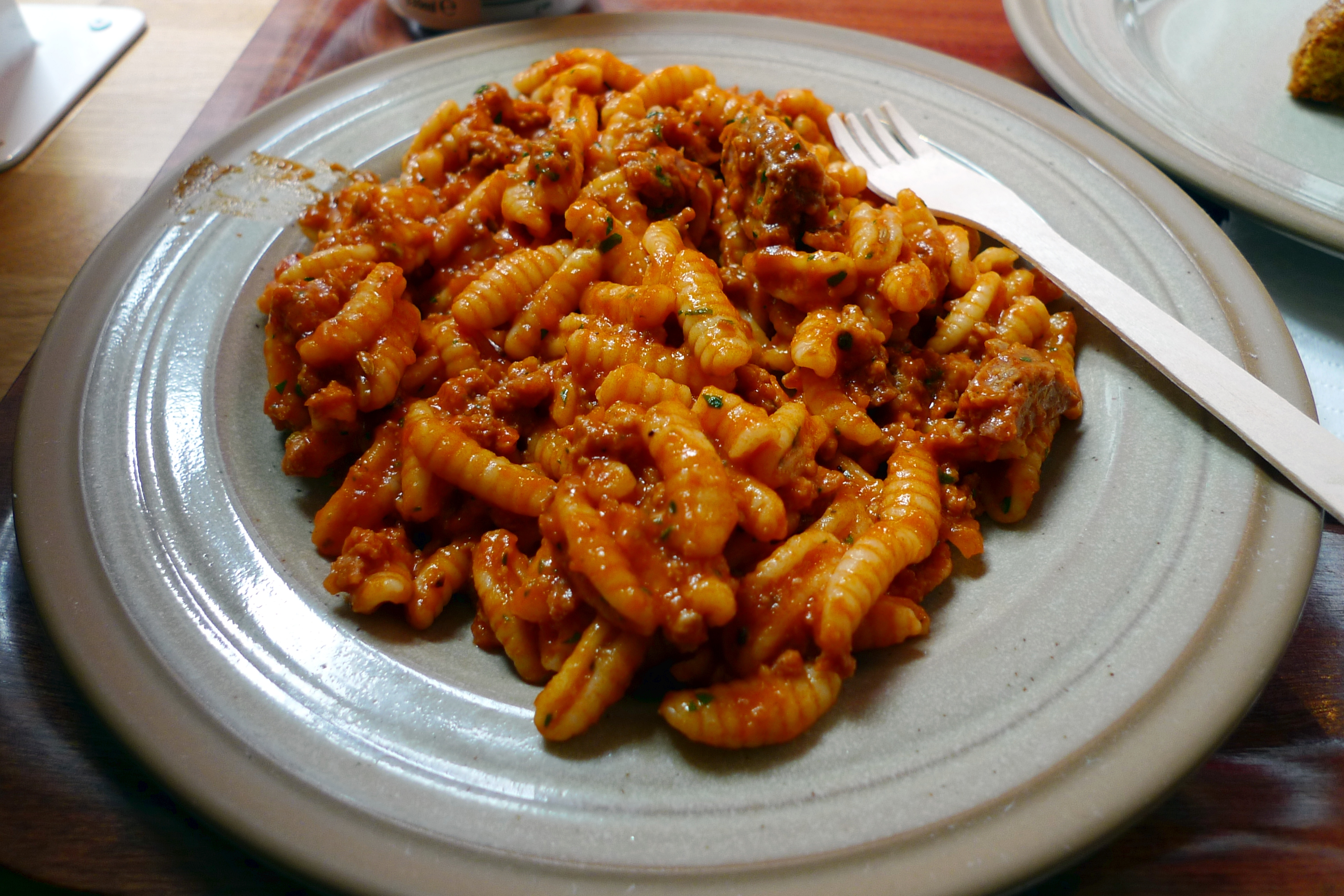
Gnocchetti sardi

Tra i primi piatti troviamo la mineshtra e fasgiori o mineshtra e patati, una zuppa preparata con fagioli, patate, lardo, finocchietto selvatico e pomodori secchi. La classica fabadda viene tradizionalmente preparata nel periodo di carnevale: è una zuppa molto densa a base di fave secche, cavolo, finocchi, cotenna e carne di maiale. In genere è consumata in occasioni conviviali, con larga presenza di parenti o amici. Tra i primi a base di pasta ricordiamo i giggioni, ossia gli gnocchi conditi con sugo di salsiccia. Altri piatti a base di verdure sono le fave cotte a ribisari, cioè lessate e condite con aglio e prezzemolo; e i carciofi, preparati tradizionalmente con le patate (ischazzofa e patati).

## Carne, salumi, pesce e formaggi

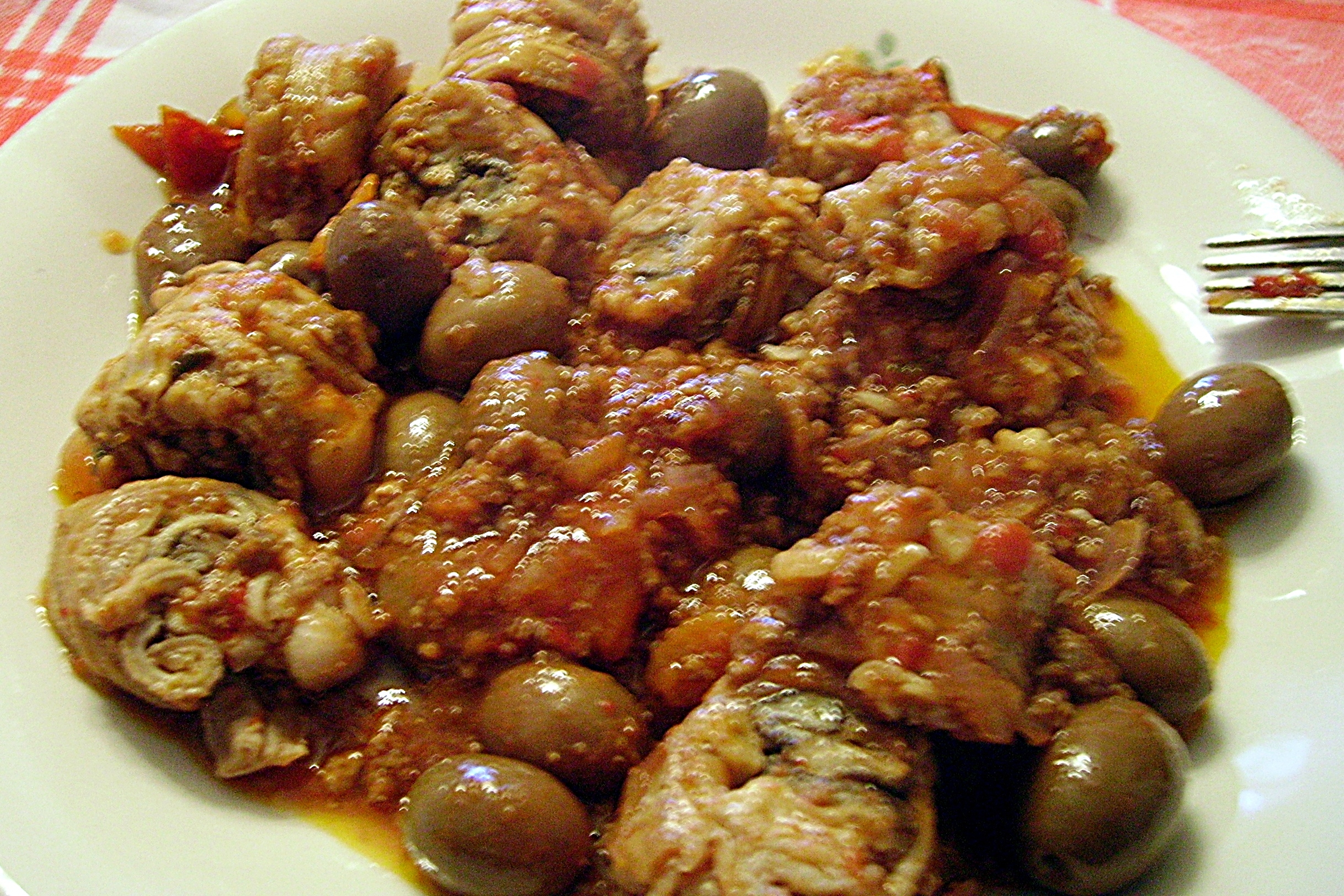
Cordula

Tra i secondi piatti, principalmente a base di carne, troviamo la cordula con piselli, un piatto preparato con le interiora dell'agnello avvolte nell'intestino e cotte con piselli, cipolle e salsa di pomodoro; la trippa cotta nel sugo di pomodoro da mangiare spolverata di abbondante pecorino grattugiato; i pedi d'agnoni, ovvero i piedini dell'agnello cotti in salsa di pomodoro oppure con solo aglio e prezzemolo. Un posto importantissimo, ma peculiare in realtà dell'attiguo centro di Ossi, occupano le chiocciole (spesso chiamate lumache) nelle loro varie pezzature: dalle lumachine "Theba pisana"(ciogga minudda) lessate con delle patate, alle lumache "Eobania vermuculata" (ciogga grossa) preparate con un sugo piccante o con aglio a prezzemolo- i lumaconi "Helix aspersa" (coccoi) che vengono serviti ripieni di un impasto di formaggio, uova, prezzemolo spezie e pangrattato. Non mancano le monzette (lett. "suorine" per via del cappuccio bianco a chiusura del guscio), cotte in padella con aglio, olio, prezzemolo.

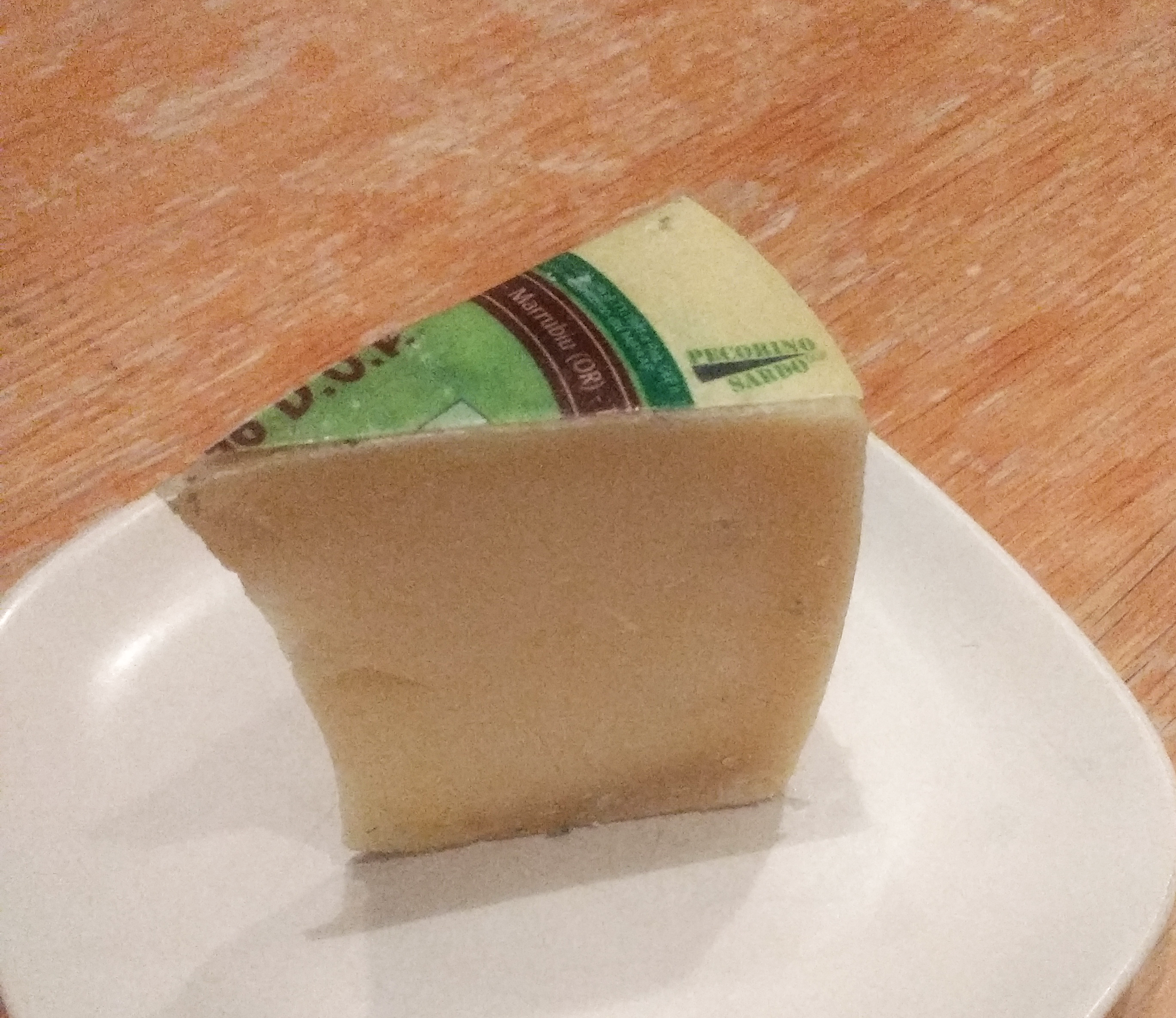
Pecorino sardo

Il piatto tipico più conosciuto è invece lo ziminu, zimino, cotto in grabiglia, cioè le interiora del vitello come diaframma (parasangu), intestino (cannaculu), cuore, fegato e milza, cotte in graticola sulla brace. Alla brace vengono preparate anche le sardine, anche queste molto apprezzate dai sassaresi. Verso Santa Teresa e l'arcipelago di La Maddalena, le insalate di polpo sono una tipica specialità, mentre ad Olbia lo sono i piatti a base cozze, vongole e arselle.

## Verdure, ortaggi, legumi, frutta
Tra gli ortaggi sono da menzionare le melanzane alla sassarese, che vengono insaporite con un trito di aglio, prezzemolo e peperoncino.

## Pane, pizze e dolci

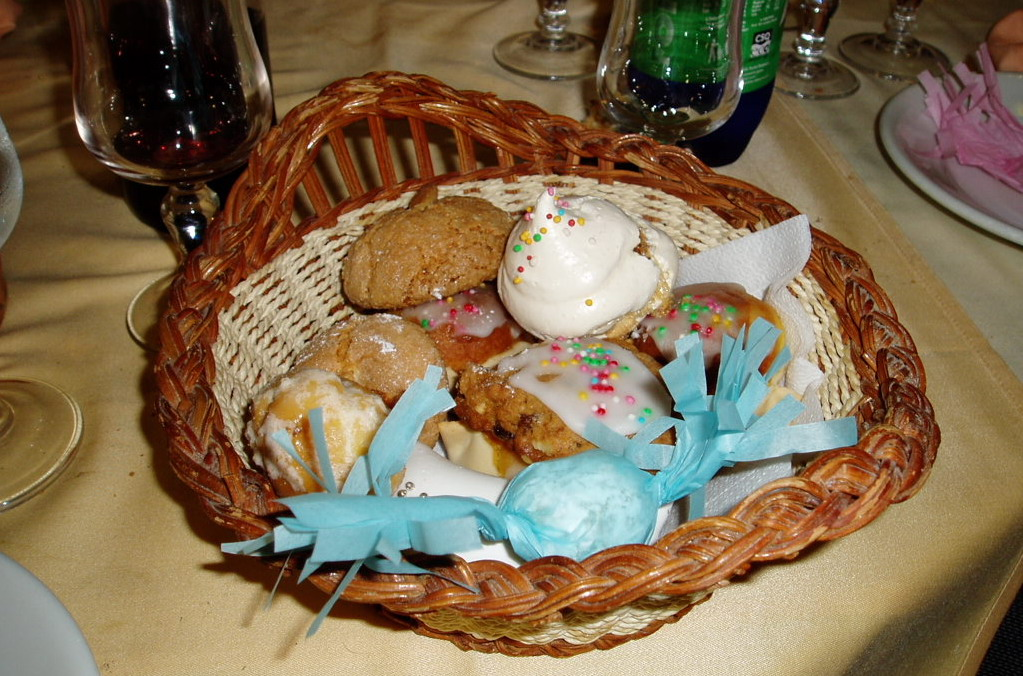
Papassini

Tra i dolci, oltre a quelli tipici della Sardegna settentrionale come papassini, tiricche e seadas, sono proprie della città e dei dintorni le frittelle lunghe (li frisgiori longhi o "sas frigjolas"): preparate principalmente durante il carnevale, sono fatte di un impasto di farina, acqua, zucchero, anice e scorza d'arancia grattugiata, fritto in forma di lunghi cordoni. Piatto tipico "adottato" è la fainé genovese. È ottenuta da un impasto molto semplice di farina di ceci, olio, acqua e sale (spesso arricchita da più ingredienti a piacere come le cipolle o le salsicce), cotta in teglia ad alta temperatura e servita già tagliata, spesso con pepe nero tritato. Viene preparata in alcuni locali tipici (dove è l'unico piatto servito) ma anche in molte pizzerie e paninoteche.

## Vini, liquori e olio
Tra i vini possiamo ricordare sicuramente il Vermentino di Gallura, vino bianco molto apprezzato ed usato anche in cucina, mentre tra i liquori spicca il mirto.